# Sambongrejo (Semanding)
Sambongrejo is een bestuurslaag in het regentschap Tuban van de provincie Oost-Java, Indonesië. Sambongrejo telt 2671 inwoners (volkstelling 2010).